# Schlesisches Musikfest
Das Schlesische Musikfest wurde 1876 von Bolko von Hochberg gegründet. Neunzehn Veranstaltungen davon hat er selbst geleitet.
Organisiert in einem zweijährlichen Rhythmus, führen vorzugsweise Künstler und Interpreten aus Deutschland, Polen und Tschechien die Meister ihrer Länder auf. Im Jahr 2005 war das Gedenken an das Ende des letzten großen Krieges in Europa und in der Welt vor 60 Jahren ein Schwerpunkt. Mit dem Thema „Erinnern – Versöhnen – Perspektiven öffnen“ kamen Oratorien, Lesungen u. m. aus Musik und Literatur zur Aufführung.

## Geschichte
Die Schlesischen Musikfeste von 1876 bis 1942 waren glanzvolle und mitreißende Höhepunkte im Musikleben Niederschlesiens. Im Jahr 1878, dem ersten Musikfest in Görlitz, wurde auch die erste Musikhalle, zwischen Stadtpark und Neißeufer, eingespielt. Es war ein „ausrangiertes Monstrum“ des Görlitzer Gartenbauverein, der darin Ausstellungen, Zirkusvorstellungen und Sommertheater veranstaltet hatte. Der konzertgerechte Umbau wurde durch wurden durch Graf Hochberg, die Provinz Schlesien und die Landstände der preußischen Oberlausitz vorfinanziert. 1896 schenkte Graf Hochberg das Gebäude der Stadt, das wegen ihrer guten Akustik bei Musikern und Zuhörern sehr geschätzt wurde. Die Musikhalle bot Platz für 900 Mitwirkende und für 2000 Gäste (1100 Sitzplätze).
Über sieben Jahrzehnte hinweg wurden Tradition und Profil der Landschaft über die Grenzen hinaus von Musikern und einem begeisterten Konzertpublikum geprägt. Seit 1889 war fast ausnahmslos Görlitz, die zweitgrößte Stadt Niederschlesiens, Gastgeber der Schlesischen Musikfeste, womit die Stadt einen nennenswerten Beitrag zum geistigen Reichtum Schlesiens leistete.
Unmittelbar nach der Aufführung im Jahr 1906 konnte der Grundstein für eine neue Musikhalle gelegt werden. Sie wurde die größte Konzerthalle zwischen Breslau und Dresden. Der große Saal der neuen Stadthalle bot nun mindestens 2700 Sitzplätze und auf der Konzertbühne Platz für mehr als 900 Mitwirkende. Die Stadthalle blieb im Bewusstsein der Görlitzer und ihrer Gäste vor allem mit den Schlesischen Musikfesten verbunden, sogar in den 54 Jahren erzwungener Pause.

## Neubeginn
Mit der Wende wurde die Rückbesinnung auf die geschichtlichen Wurzeln beflügelt. 1990 konnte gemeinsam mit den Nachbarn jenseits der Neiße, der Versuch begonnen werden, die Schlesischen Musikfeste in Görlitz wieder zu beleben. Dabei knüpft man an die Tradition der Kunst in den früheren deutschen Provinzen an, verlängert die Linien in die Gegenwart und verknüpft sie mit den Kulturen und der Kunst der heutigen Nachbarstaaten Polen und Tschechien.
Damit leistet das Schlesische Musikfest an der Nahtstelle des künftigen Europas zweierlei: Es erinnert an die bleibenden Wirkungen von Künstlern aus den ehemals deutschen Gebieten in Ostmitteleuropa und stellt sie in einen neuen Kontext an der Grenze von Deutschland, Polen und Tschechien. Es verknüpft somit die Gebiete des historischen Schlesiens, lädt zu Entdeckungen auf ungewöhnlichen Pfaden ein und liefert anschaulich ein Beispiel, dass die Region Oberlausitz/Niederschlesien aus sich heraus voller Potentiale steckt.
Im Jahr 2009 fand das 32. und bisher letzte Festival statt. 2007 und 2011 wurde die Veranstaltung aufgrund finanzieller Probleme abgesagt.
Ein neuer Initiativkreis zur Wiederbelebung der Schlesischen Musikfeste hat sich 2019 gegründet und organisierte am 27. September 2020 ein erstes Konzert im kleinen Saal der Stadthalle, das Preisträgerkonzert des Internationalen Jugendmusikwettbewerbs Young Ludwig 2020. Der Deutschlandfunk übertrug diese Aufnahme.
Dem Initiativkreis gehören Vertreter mehrerer Institutionen an: die Internationale Beethovengesellschaft; Landsmannschaft Schlesien – Nieder- und Oberschlesien e.V. (landsmannschaft-schlesien.de); der Arbeitskreis Schlesische Musik; die Erika-Simon-Stiftung; das Kuratorium Schlesische Lausitz.
Aus dem Initiativkreis heraus gründete sich im Jahre 2022 die Schlesische Musikfeste gGmbH. Sie organisiert das 33. Schlesische Musikfest, welches an verschiedenen Spielorten in Schlesien vom 17. bis 26. September 2022 durchgeführt werden soll. Das Eröffnungskonzert findet am 17. September 2022 in der Friedenskirche Jauer  mit dem sächsischen Vokalensemble unter der Leitung von Ludwig Güttler statt.
Das 34. Schlesische Musikfest fand in Görlitz, Jauer (Jawor) und Giersdorf (Żeliszów) bei Bunzlau (Bolesławiec) vom 27. Mai bis 4. Juni 2023 statt.

## Stammhaus wird geschlossen
Mit der Schließung der Stadthalle im Januar 2005 fehlte dem 31. Musikfest das Stammhaus. So wurden in diesem Jahr die verschiedensten Orte der Stadt Görlitz zur Heimat des Schlesischen Musikfestes. Neben den Kirchen in Görlitz, standen die Halle von Bombardier, die Comenius Buchhandlung, das Theater Görlitz, das Schlesische Museum sowie Schloss Lomnitz (Tagesfahrt) als Austragungsorte zur Verfügung. Das hat Einfluss auf die Musikarrangements, da für ein großes Symphonieorchester kein Platz mehr ist.